# Eriosema pulcherrimum
Eriosema pulcherrimum är en ärtväxtart som beskrevs av Paul Hermann Wilhelm Taubert. Eriosema pulcherrimum ingår i släktet Eriosema och familjen ärtväxter. Inga underarter finns listade i Catalogue of Life.